# 帰らざる雲
『帰らざる雲』（かえらざるくも）は、東海テレビ制作・フジテレビ系列で、1971年10月11日～1972年1月7日に放送された昼ドラマである。

## キャスト
- 高田敏江
- 土屋嘉男
- 沢本忠雄

## スタッフ
- 監督: 斉村和彦、葛生雅美
- 脚本: 横光晃